# Воронежская улица (Самара)
Воро́нежская у́лица расположена в Промышленном районе города Самары. Протяжённость улицы 3,7 км[уточнить].
Начало берёт от пересечения с Физкультурной улицей и заканчивается пересечением с Московским шоссе.
Улица пересекается с улицей Победы, Театральным проездом, улицами Свободы и Вольской, Тихим переулком, проспектом Юных Пионеров, Ставропольской, Нагорной, Зарайской, Черемшанской, Брестской, Мирной, проспектом Карла Маркса и улицей Стара-Загора.
Между улицей Стара-Загора и проспектом Карла Маркса не существует.

## Этимология годонима
Улица названа в честь города Воронежа. Ранее, до 1949 года улица имела название Девятая линия Безымянки.

## Транспорт
Между Вольской и Физкультурной улицами одностороннее движение в сторону Физкультурной улицы.
Движение общественного транспорта:
автобусы
- № 8, 21, 38— в районе Безымянского рынка; остановка «Безымянский рынок» — конечная для автобусов № 6, 7, 8, 27;
- № 37, 47, 56, 70 по улице Стара Загора (остановка «Воронежская»);
- № 1, 67 по Московскому шоссе (остановка «7-й микрорайон / ТЦ „Империя“»).

троллейбусы
- № 7, 9 — на участке от Вольской ул. до ул. Победы;
- № 15 по Вольской улице (остановка «Воронежская»);
- № 13, 17, 19, 20 по ул. Стара Загора (остановка «Воронежская»);
- № 4, 12 по Московскому шоссе (остановка «7-й микрорайон / ТЦ „Империя“»).

трамвай
- по Ставропольской улице маршруты № 13 и 21 (остановка «Воронежская»);

## Здания и сооружения
Чётная сторона
- № 108 — баня
- № 202 — Самарский центр сертификации продукции и услуг
- № 232 — средняя общеобразовательная школа № 2

Нечётная сторона
- № 9 — «Дом дружбы народов». Бывший ДК Куйбышевского авиационного завода «Родина». В советский период в ДК выступали Леонид Утёсов, Александр Вертинский, Лидия Русланова и Марк Бернес[3]
- № 11A — заброшенное здание, ранее принадлежало психиатрической больнице[4]
- № 21 — магазин стройматериалов
- № 137а — православный храм во имя Святой Троицы[5]

## Парки и скверы
Между Ставропольской улицей и проспектом Юных Пионеров расположен парк «Молодёжный» (бывший «Парк имени 50-летия ВЛКСМ»).
Между улицей Стара-Загора и Московским шоссе расположен парк «Воронежские озёра».
Сквер «Родина» находится в границах улиц Свободы и Победы (открыт в 1948 году).

## Почтовые индексы
443009: чётные дома № 10 — 42 и нечётные дома № 1 — 49

443035: нечётные дома № 51 — 125

443016: чётные дома № 80 — 150

443084: чётные дома № 184—258 и нечётные дома № 127—143